# 72 Seasons
72 Seasons er det ellevte studiealbum af det amerikanske heavy metal -band Metallica. Det blev udgivet den 14. april 2023 af deres eget label Blackened Recordings.
72 Seasons er produceret af Greg Fidelman, som producerede bandets tidligere studiealbum, Hardwired... to Self-Destruct (2016), og det er bandets andet studiealbum, der udgives gennem Blackened Recordings.

## Titel
Den 28. november 2022 kommenterede Hetfield på albummets titel:
| Citat | 72 seasons. The first 18 years of our lives that form our true or false selves. The concept that we were told 'who we are' by our parents. A possible pigeonholing around what kind of personality we are. I think the most interesting part of this is the continued study of those core beliefs and how it affects our perception of the world today. Much of our adult experience is reenactment or reaction to these childhood experiences. Prisoners of childhood or breaking free of those bondages we carry. | Citat |
|       | |       |

## Udgivelse og promotion
Den 28. november 2022 annoncerede Metallica albummets titel, udgivelsesdato, trackliste og en turné i Nordamerika og Europa, med Pantera, Five Finger Death Punch, Ice Nine Kills, Greta Van Fleet, Architects, Volbeat og Mammoth WVH, med titlen M72 World Tour.
Bandet udgav efterfølgende albummets første single, " Lux Æterna ", sammen med en musikvideo. 
Den 19. januar 2023 udgav Metallica en ny musikvideo til den anden single, "Screaming Suicide".  Den 1. marts 2023 blev albummet's tredje single udgivet, "If Darkness Had a Son", og det er den første sang hvor Kirk Hammett har været medskriver på, siden "Lulu" albummet fra 2011.

## Sporliste
| Nr.           | Titel                    | Længde |
| ------------- | ------------------------ | ------ |
| 1.            | "72 Seasons"             | 7:39   |
| 2.            | "Shadows Follow"         | 6:12   |
| 3.            | "Screaming Suicide"      | 5:30   |
| 4.            | "Sleepwalk My Life Away" | 6:56   |
| 5.            | "You Must Burn!"         | 7:03   |
| 6.            | "Lux Æterna"             | 3:26   |
| 7.            | "Crown of Barbed Wire"   | 5:49   |
| 8.            | "Chasing Light"          | 6:45   |
| 9.            | "If Darkness Had a Son"  | 6:36   |
| 10.           | "Too Far Gone?"          | 4:34   |
| 11.           | "Room of Mirrors"        | 5:34   |
| 12.           | "Inamorata"              | 11:10  |
| Total længde: | Total længde:            | 77:10  |

## Medvirkende
Metallica
- James Hetfield – vokal, rytmeguitar, produktion
- Lars Ulrich – trommer, produktion
- Kirk Hammett – leadguitar
- Robert Trujillo – bas